# Völkischer Kampfring Südtirols

Peter Hofer a sinistra in borghese

Il Völkischer Kampfring Südtirols (VKS - letteralmente, in tedesco, "Circolo combattente popolare del Tirolo meridionale" o  anche "Fronte patriottico sudtirolese") fu una organizzazione di ispirazione nazista attiva in Alto Adige, fondata nel 1933 da Peter Hofer (il futuro prefetto di Bolzano all'epoca dell'occupazione della Zona d'operazioni delle Prealpi), che sosteneva l'annessione dell'Alto Adige alla Germania. Tra gli attivisti del VKS figura anche Karl Nicolussi-Leck, propugnatore del nazionalsocialismo in Alto Adige e ufficiale delle Waffen-SS durante la seconda guerra mondiale.

## Storia
Il VKS nacque dall'unione di piccoli gruppi giovanili (tra cui molti studenti), nel 1928 clandestini, nati per proteggere e diffondere la cultura tedesca, allora bandita dal fascismo italiano. Il suo obiettivo era di riunificare tutte le popolazioni di lingua tedesca in un unico impero e il suo credo era la totale obbedienza al Führer. Adolf Hitler venne visto infatti dai cittadini di lingua tedesca come il possibile liberatore dal fascismo e dalla sua italianizzazione forzata. Inizialmente però, nonostante la grande influenza ideologica, non vi furono alcun tipo di rapporti ufficiali fra il VKS e la NSDAP, il partito di Hitler.
Il VKS decise ben presto di espandersi in diverse sezioni nel territorio sudtirolese; furono quindi aperte sezioni a Bressanone, Merano, Val Venosta, Vipiteno, Val Pusteria, Bassa Atesina e Oltradige.
La repressione fascista in Alto Adige si acuì nel 1932, anche contro l'insegnamento del tedesco. Fu così che nel 1935 il VKS istituì la Notschule (le "scuola d'emergenza"), una scuola segreta in lingua tedesca (ufficialmente vietata sotto il fascismo), che si aggiunse alla Katakombenschule (le "scuola delle catacombe") di matrice cattolica. Iniziò così die illegale Zeit, ovvero l'"epoca illegale", che si protrasse fino al 1939. Già nel 1935 il canonico Michael Gamper, uno dei sostenitori del VKS, decise di allontanarsi da tale circolo, tanto da divenirne un oppositore ed essere ricercato dai nazisti dieci anni dopo.
Nel febbraio 1930 l'allora cancelliere austriaco, Engelbert Dollfuss (in seguito assassinato dai nazisti), firmò un accordo con il governo fascista, con il quale, in cambio dell'esonero del pagamento delle riparazioni di guerra, l'Austria si impegnava a non interferire nella questione sudtirolese. Tale notizia venne appresa con grande sconforto, sia dal VKS che dalla popolazione, speranzosa nell'ex patria. Neanche Hitler diede soddisfazione alle aspirazioni di riunificazione delle popolazioni di lingua tedesca e preferì assicurarsi l'appoggio di Mussolini per l'annessione dell'Austria nel 1938 rinunciando in cambio a rivendicazioni sull'Alto Adige.
Nel 1937 Berlino decise di unire il Völkischer Kampfring Südtirols con il Deutscher Verband, per formare il Deutsche Volksgruppe Südtirol. Tale unione non durò troppo a lungo a causa di divergenze di vedute, e nel 1939 il VKS e il DV si separarono e si ritrovarono su fronti opposti. Nel maggio 1939 il VKS, inizialmente assieme al Deutscher Verband, aveva ancora espresso parere contrario alle Opzioni in Alto Adige previste dall'accordo Hitler-Mussolini. Nel luglio dello stesso anno vi fu però un totale voltafaccia del VKS, che da allora appoggiò fortemente le opzioni e animò la popolazione tedesca all'emigrazione verso il Terzo Reich.
Il 30 gennaio 1940 il VKS fu trasformato da Peter Hofer nella Arbeitsgemeinschaft der Optanten für Deutschland ("Associazione degli optanti per la Germania"), ufficialmente riconosciuta da entrambi i regimi.
Nel corso degli anni 40, il VKS aiutò la Germania nazista effettuando servizi fotografici e attività di spionaggio per quanto riguarda la costruzione delle opere difensive del Vallo alpino in Alto Adige.